# Tuitate Iwa
Tuitate Iwa (japanisch 衡立岩 ‚Raumteilerfelsen‘) ist ein 2066,3 m hoher Nunatak mit markanten Kliffs im ostantarktischen Königin-Maud-Land. Er ragt 3 km nordnordwestlich des Tyô-ga-take am Mount Eyskens im Zentrum des Königin-Fabiola-Gebirges auf.
Japanische Wissenschaftler nahmen 1960 Vermessungen und 1979 die Benennung vor.